# Eleveneleven
Eleveneleven is het platenlabel van de Amerikaanse comédienne en presentatrice Ellen DeGeneres. Ze startte het label nadat ze zanger Greyson Chance ontdekte op YouTube. DeGeneres bracht het nieuws over haar destijds nieuwe label in haar praatprogramma The Ellen DeGeneres Show op 26 mei 2010. 
Onder anderen Tom Andrews en Jessica Simpson sloten zich aan bij het label.

## Naam
DeGeneres zegt dat ze de naam eleveneleven koos omdat ze vaak de tijd 11.11 op haar horloge ziet. Ze ontdekte Chance op de 11e en diens voetbaltruitje heeft ook het nummer 11.